# Adela Francuska, grofica Flandrije
Adela Francuska (fra. Adèle de France; 1009. — 8. siječnja 1079.) bila je francuska kraljevna i grofica Flandrije, a u katoličanstvu je slavljena kao svetica te je njezin spomendan 8. rujna. Njeni su roditelji bili kralj Robert II. Francuski i njegova treća supruga, Konstanca od Arlesa.
Prema jednoj teoriji, Adela se udala za Rikarda III. Normanskog. Rikard je bio oženjen gospom imenom Adela, ali nije dokazano da je to bila Robertova kći. 
Godine 1028., Adela Francuska se udala za Balduina V. Flandrijskog te je u braku imala vrlo velik utjecaj na njega. Nakon što je umro njezin brat, kralj Henrik I., regentom za Henrikovog sina, Filipa I., postao je Adelin muž. Balduin i Adela su bili roditelji kćeri Matilde, koja je postala kraljica Engleske te je Adela preko nje bila baka Henrika I. Engleskog i grofice Adele od Bloisa. Sinovi Balduina i Adele su bili Balduin VI. Flandrijski i Robert I. Flandrijski. Nakon suprugove smrti, Adela je otišla u Rim i postala časna sestra te je umrla 8. siječnja 1079.
|  | Portal Francuske – Pristup člancima s tematikom o Francuskoj. |